# Brez
Brez (Nones: Breć) ist eine Fraktion der italienischen Gemeinde (comune) Novella in der Provinz Trient, Region Trentino-Südtirol.

## Etymologie
Der Ort wurde erstmals 1270 als Breco urkundlich erwähnt. 1284 taucht der Name in der Form Breci auf. Nach Heikki Solin könnte sich Brez aus dem lateinischen Gentilnamen Braetius ableiten und auf den Besitzer eines römischen Latifundium hinweisen. Der Annahme widerspricht allerdings Giulia Mastrelli Anzilotti, da der Ortsname nicht vor dem 13. Jahrhundert dokumentiert ist. Nach ihrer Ansicht entstammt der Name aus dem dialektalen embriz, ein Ort in der Nähe einer Alm, an dem das Vieh mittags zum Ausruhen (embrizare) gebracht wurde. Das deutsche Exonym lautet Bretz oder Britsch.

## Geografie
Der Ort liegt etwa 40 Kilometer nördlich von Trient im oberen Nonstal unweit der Grenze zum Deutschnonsberg, dem zu Südtirol gehörenden Teil des Tales. Brez breitet sich fächerartig auf einer Moränen-Terrasse auf einer Höhe von 792 m s.l.m. zwischen dem Torrente Novella im Osten und dem Rio Traversara im Westen aus.

## Geschichte
Brez war bis 2019 eine eigenständige Gemeinde und schloss sich am 1. Januar 2020 mit den Nachbargemeinden Cagnò, Cloz, Revò und Romallo zur neuen Gemeinde Novella zusammen. Zum ehemaligen 19,17 km² großen Gemeindegebiet gehörten auch die Fraktionen Arsio, Carnalez, Rivo, Salobbi und Traversara.

## Verkehr
Durch den Ort führt die Strada Statale 42 del Tonale e della Mendola von Treviglio nach Bozen.

## Persönlichkeiten
- Pater Nicolaus von Avancini (1611–1686), Jesuit, Pädagoge und Dramatiker
- Decio Molignoni (1915–2005), Resistenza-Kämpfer und sozialistischer Politiker

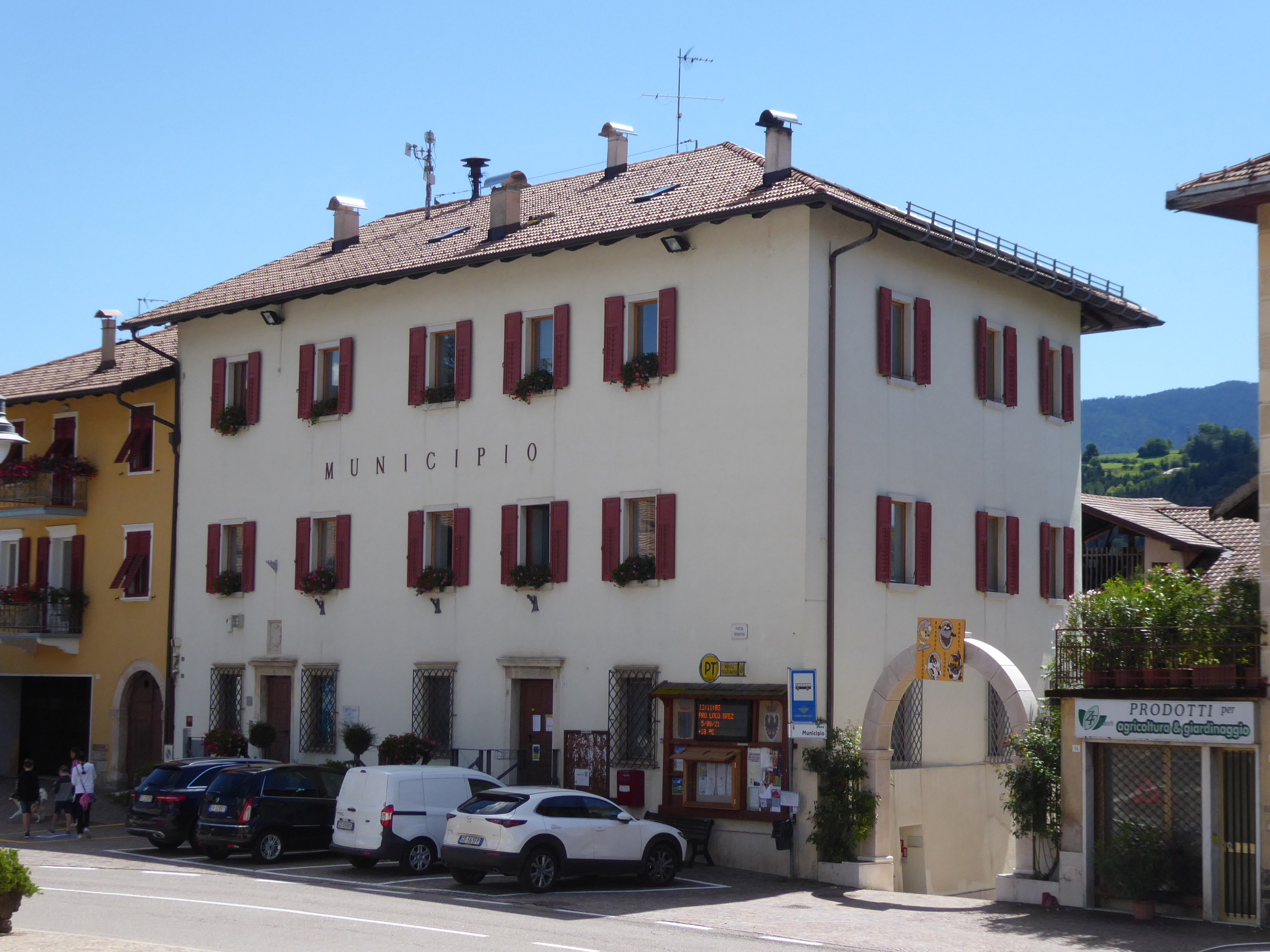
Ehemaliges Rathaus
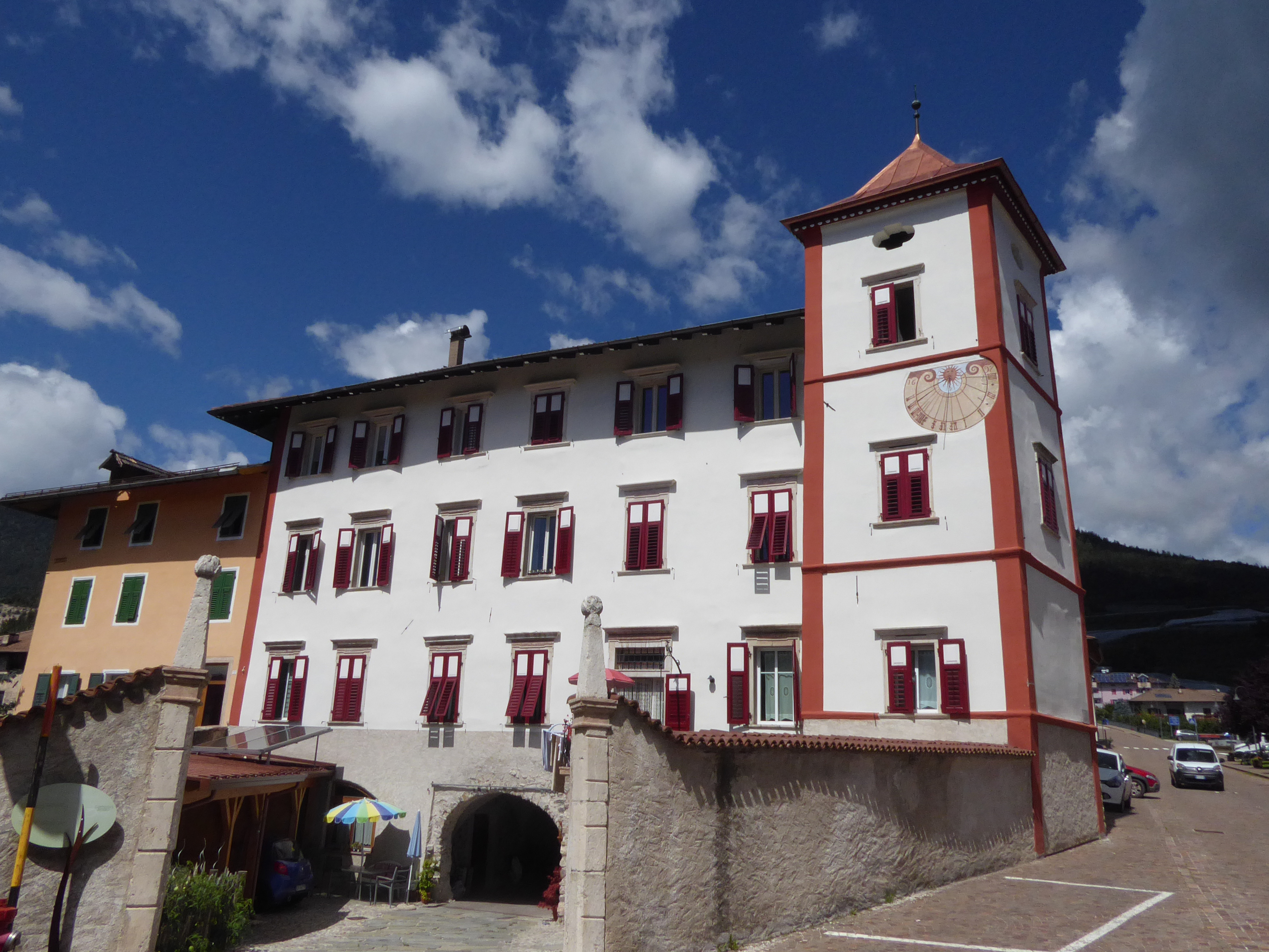
Palazzo Avancini
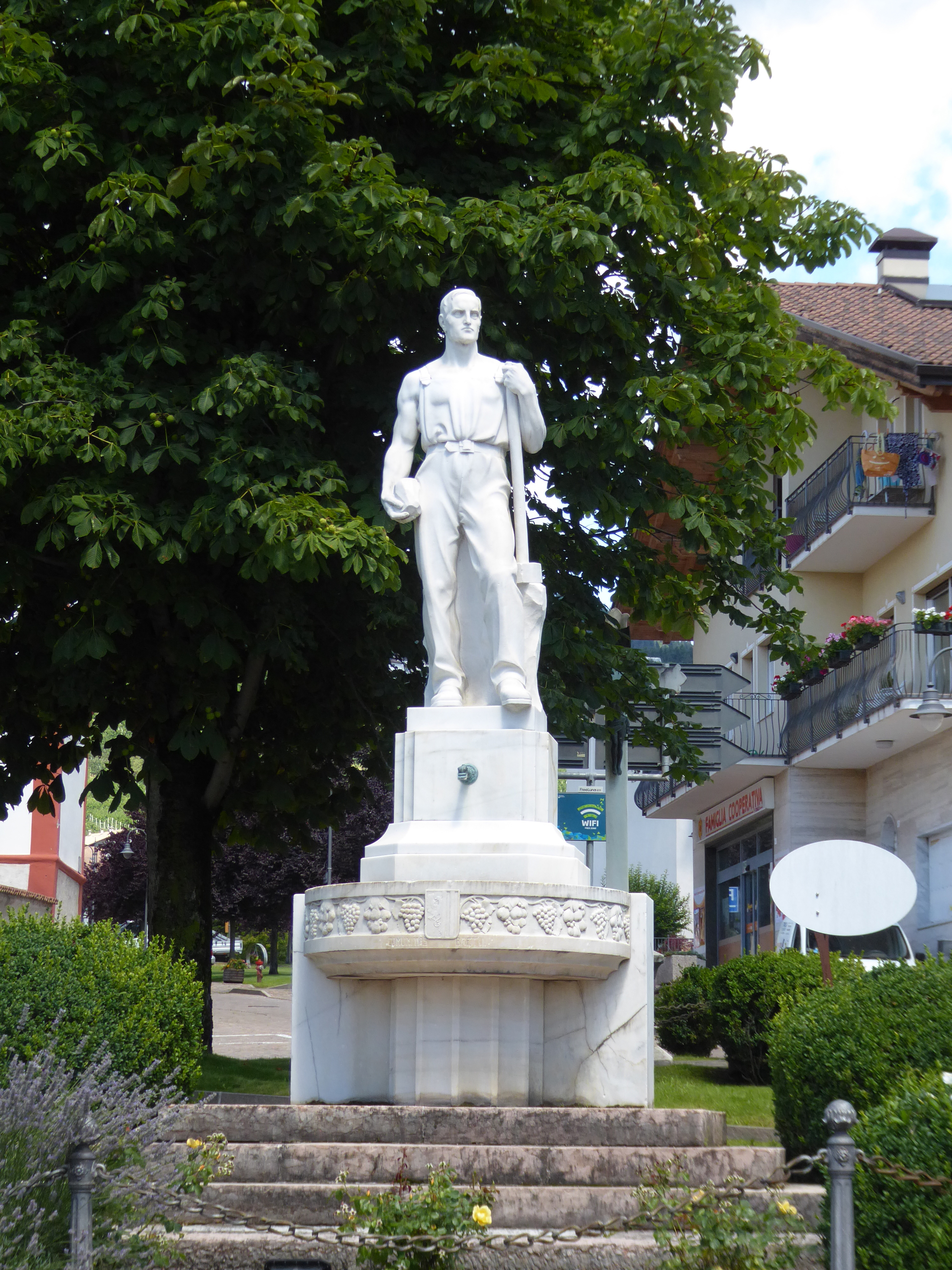
Bergmann-Denkmal in Brez
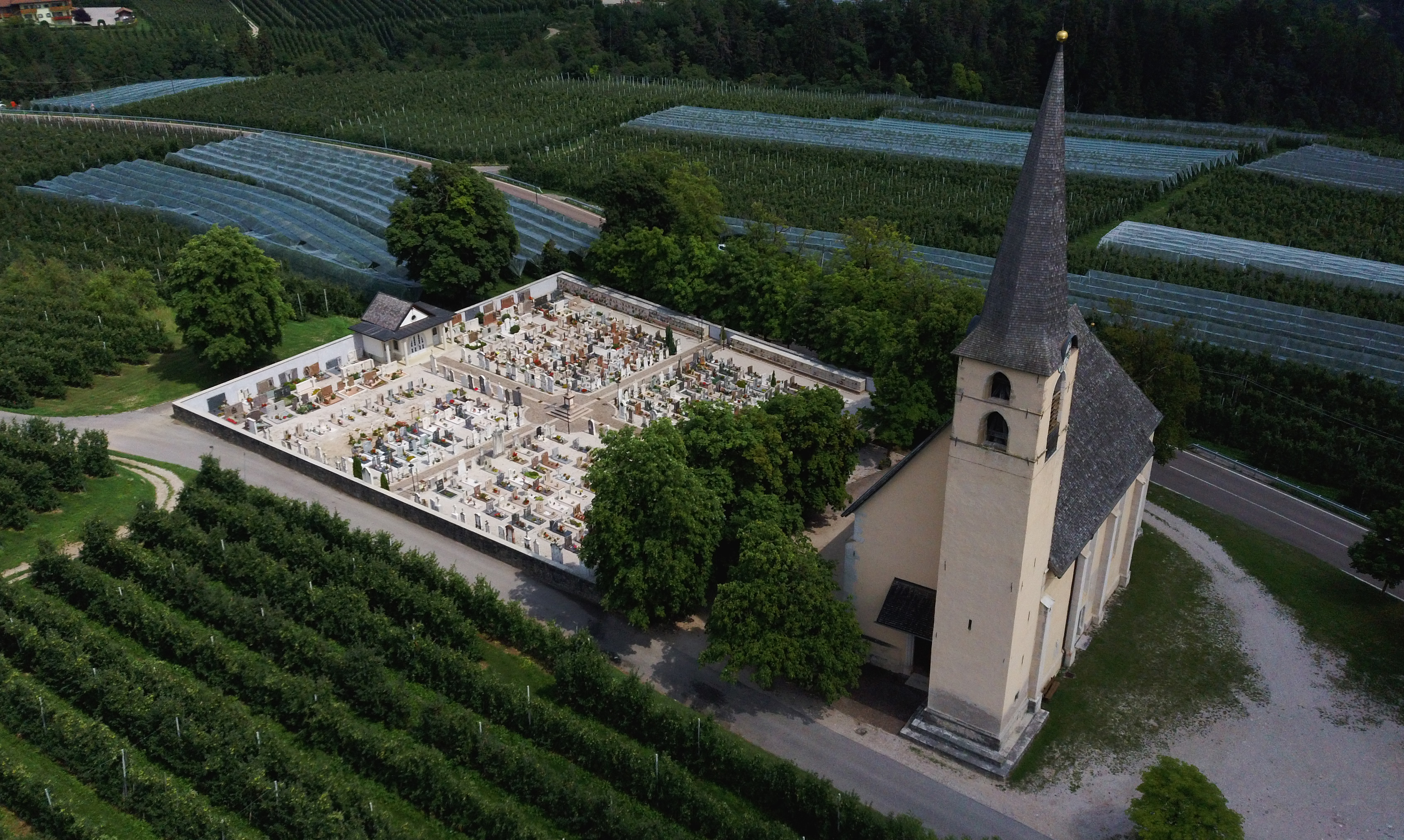
San Floriano im Ortsteil Arsio